# 건축 조각

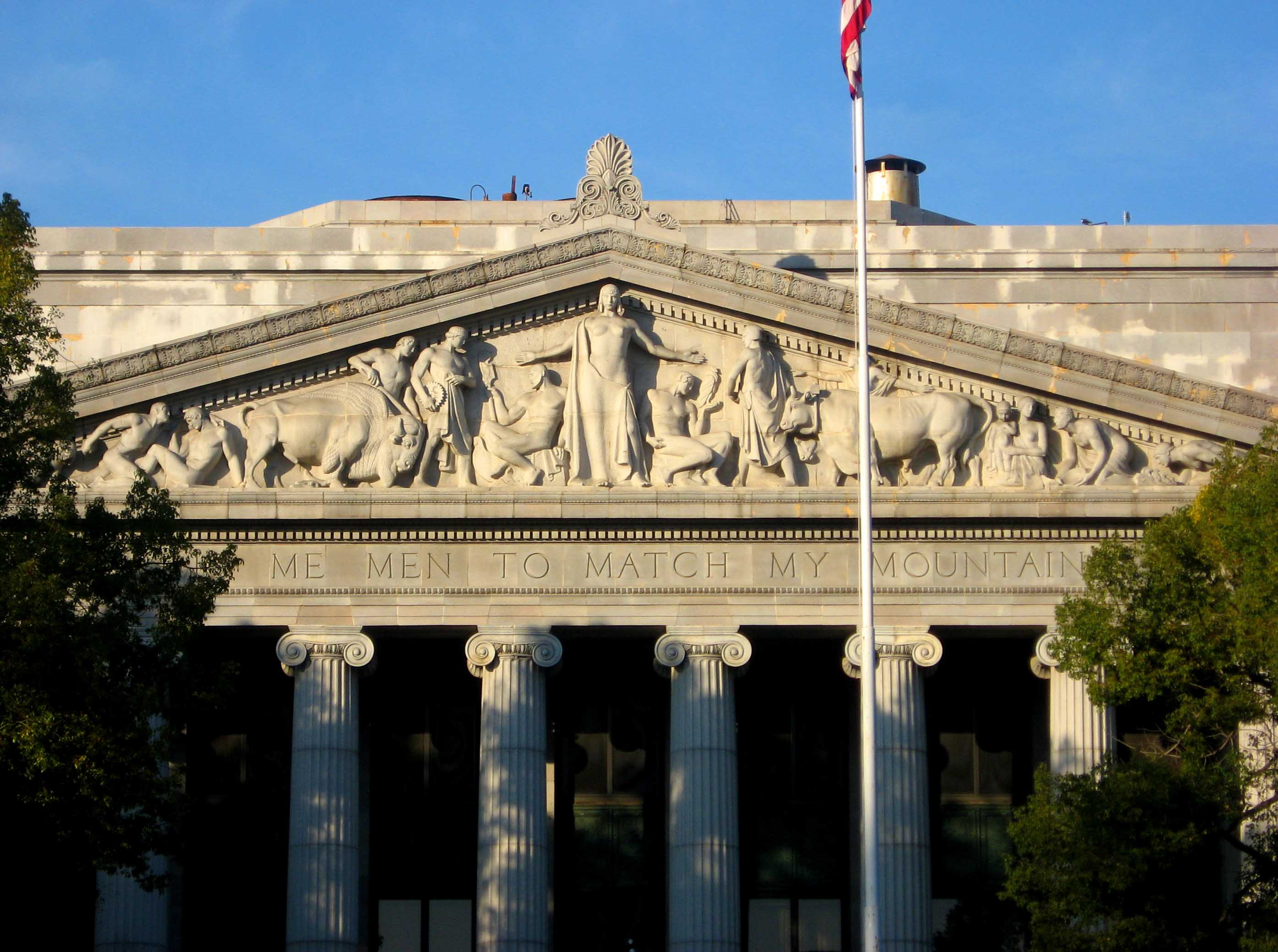
조각된 페디먼트

건축 조각은 건물, 교량, 마우솔레움 등의 프로젝트를 설계 할 때 건축가 또는 조각가가 조각 기술을 사용하는 것이다. 조각품은 대개 구조와 통합되지만 원래 디자인의 일부인 독립형 작품도 건축 조각품으로 간주된다.
또한 "건축 구조물을 장식하거나 장식하기 위해 특별히 제작 된 건물이나 조각품의 필수 부분"으로 정의되기도 한다.
건축 조각은 건축업자들에 의해 사용되어 왔다.

## 이집트

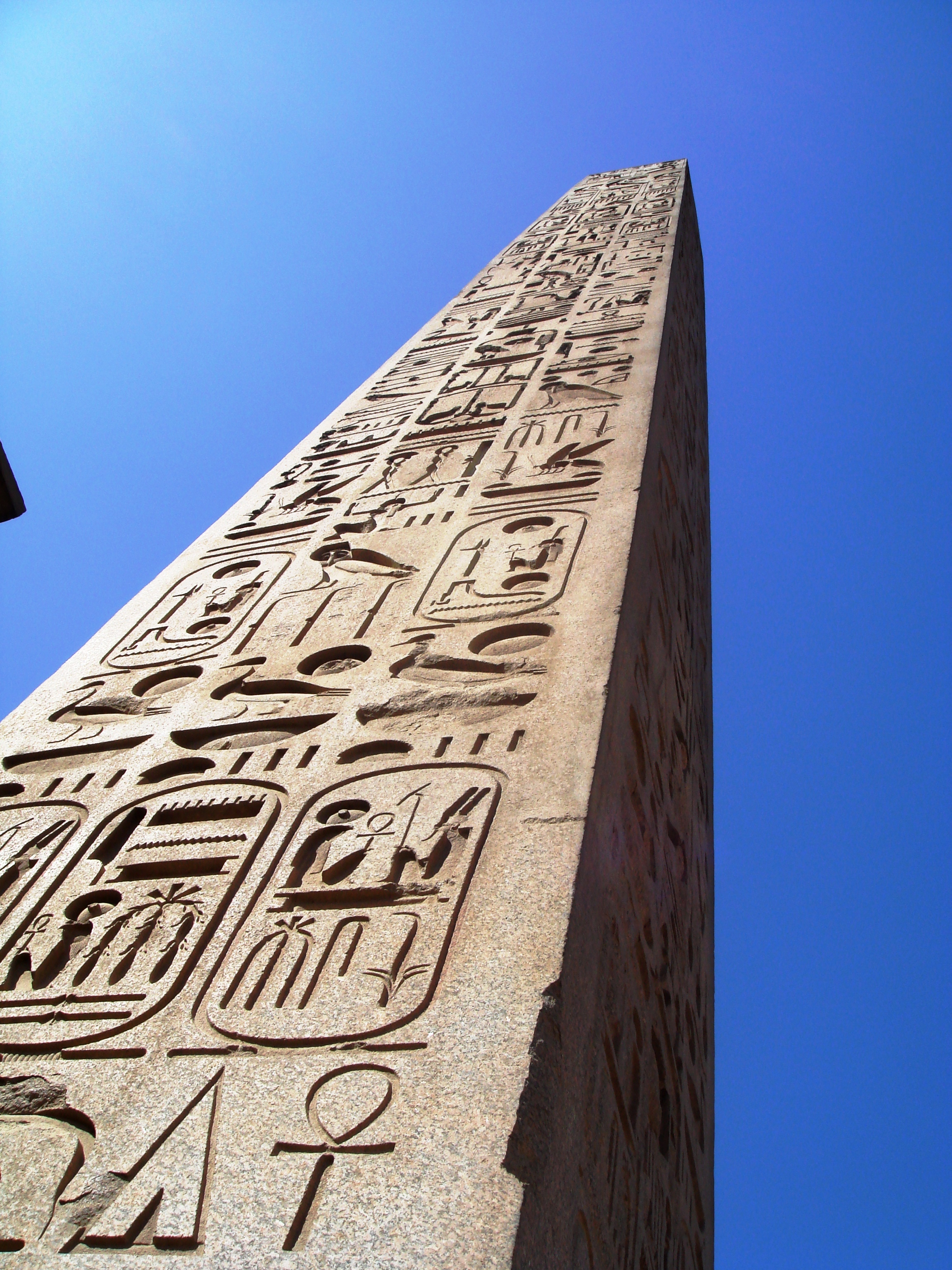
룩소르 오벨리스크

고대 이집트 건축에 대한 학자들의 이해는 주로 고대부터 존재해오는 종교적인 기념물을 기반으로 한다. 신들이나 파라오들에게 헌정된 이 종교적인 기념물들은 조각상들, 조각된 기둥들, 그리고 옅은 조각으로 새겨진 벽면 등의 많은 건축 조각으로 디자인되었다. 이집트의 여러 기념비적인 건축물(기자의 대스핑크스, 아부 심벨 신전, 카르나크 신전 등)의 예는 건축과 조각의 조합을 나타낸다.

## 아시리아와 바빌로니아
비옥한 초승달 지대의 건축 조각 전통은 아슈르나시르팔 2세가 기원전 879년경 님루드로 수도를 옮길 때 시작되었다. 이 수도는 석고가 침전된 곳 근처에 위치했다. 이 돌은 아주 쉽게 잘렸기 때문에 큰 블록으로 채석되어 그곳에 지어진 궁전을 쉽게 조각 할 수 있었다. 초기에는 이미 번성했던 벽화 기술을 바탕으로 그림을 만들어 조각했다. 건축 조각 개발에 기여한 또다른 요인은 수세기 동안 이 지역에서 만들어져 왔던 작은 조각 도장들이었다.

## 그리스와 로마

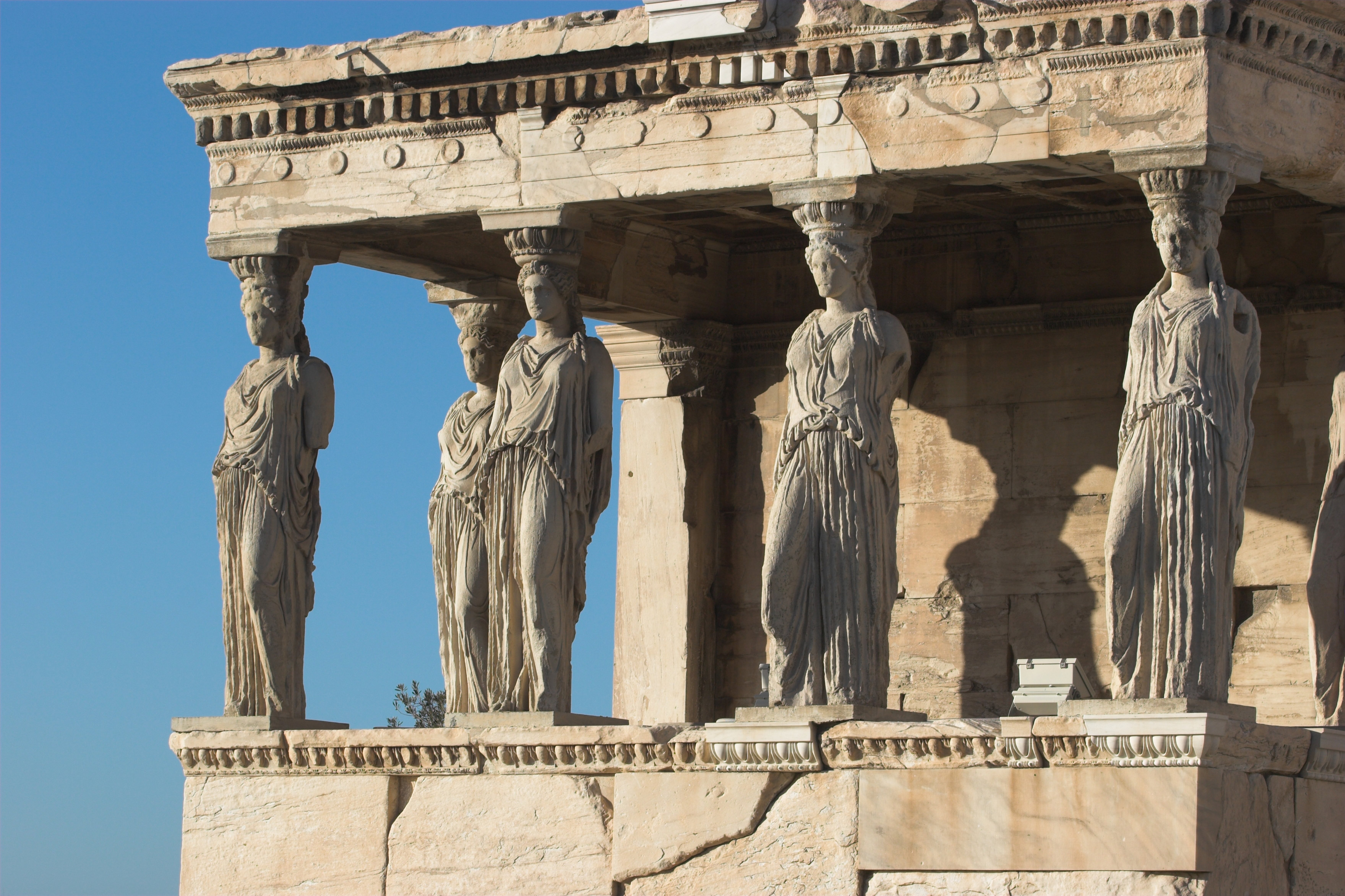
아테네 에레크테이온의 건축 조각들.

파르테논 신전과 같은 고전 그리스 건축 양식은 상당히 좁은 건축 요소들로 건축 조각품을 통합한다.
그리스의 건축 조각은 시대 뿐만 아니라 리듬과 역동적인 모델링, 프리즈의 그림 구성으로 다른 문명의 건축 조각들과 구분된다.
그리스와 로마의 건축 조각은 후세에 철저하게 연구되었고, 신고전주의의 스타일에 맞게 조정되었다.

## 콜럼버스 이후의 북남미

### 미국

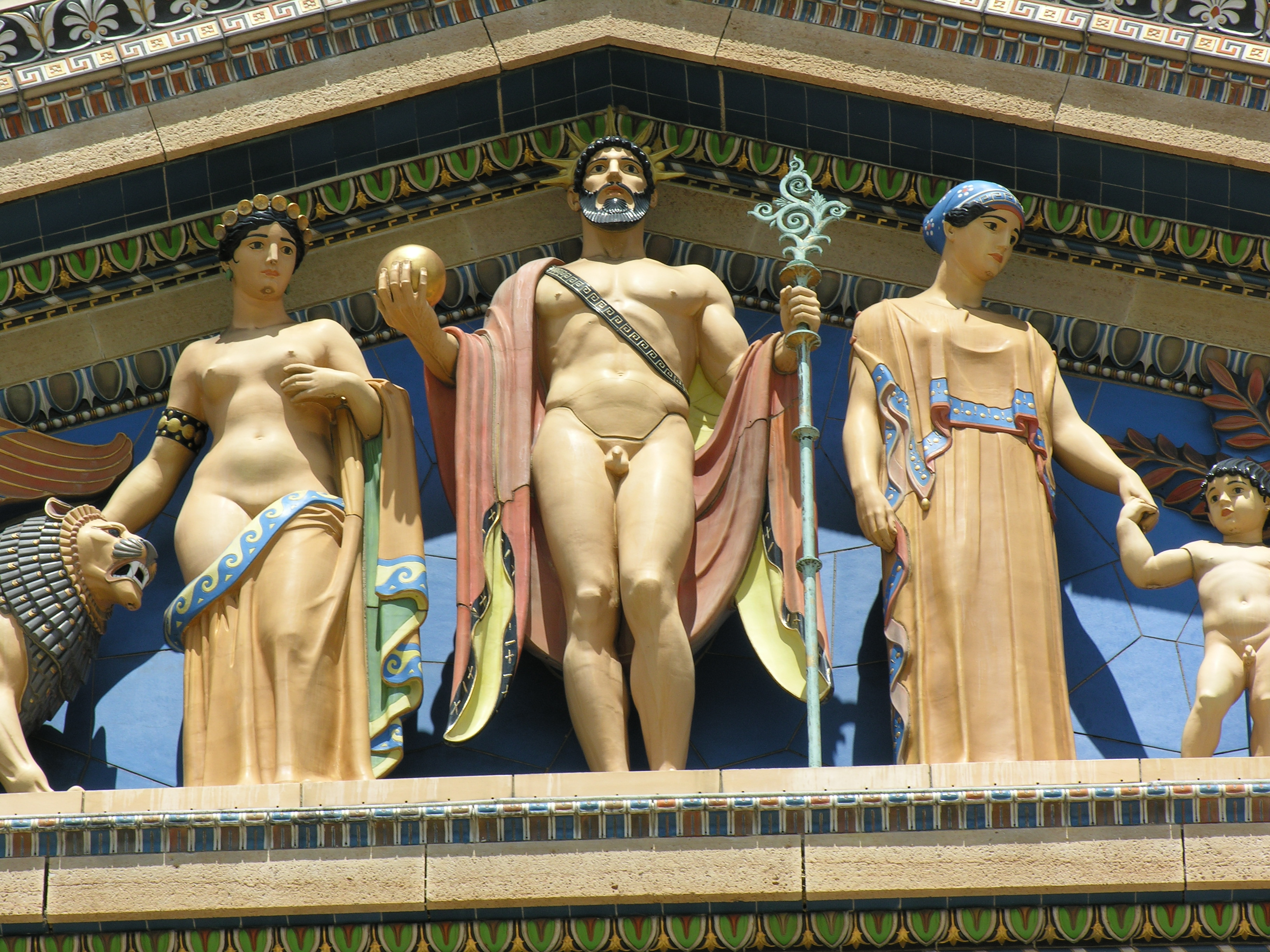
필라델피아 미술관의 건축 조각.

1870년대까지 미국은 건축 조각을 필요로 할만큼 웅장한 건물을 만들지 못했다. 1871년에서 1901년까지 건축된 필라델피아 시청은 미국 건축 조각의 전환점으로 인식되고 있다. 시청 건물을 위해 준비된 약 250개의 조각, 윌리엄 펜과 알렉산더 밀른 칼더의 노력으로 건축 조각이 미국에서도 나타나기 시작했다.
같은 해에, 헨리 홉슨 리차드슨은 로맨틱하고 중세적이며 로마네스크 양식의 석재 조각을 사용하는 새로운 장르를 개발하기 시작했다. 리차드 모리스 헌트는 최초로 파리의 신고전주의자 에콜 데 보자르의 스타일을 미국으로 가져왔다. 이후 조각가의 필요성으로 인해 조각가 관련 산업들과 국립 조각 협회가 등장했다.
강철 프레임과 철근 콘크리트의 발명으로 처음에는 1910년대와 1920년대보다 더욱 다양한 건물 스타일이 장려되었다. 특히 전쟁 기념관이나 박물관과 같은 공공 건물에 건축 조각이 사용되었다.